# Marcel Remacle
Marcel Remacle (ur. 19 maja 1929 w Vielsalm, zm. 15 maja 2011) – belgijski polityk, Poseł do Parlamentu Europejskiego II kadencji, wybrany z ramienia belgijskiej Partii Socjalistycznej (be. Parti socialiste).
Był długoletnim burmistrzem rodzinnej miejscowości, a także deputowanym do Izby Reprezentantów. Podczas pięcioletniej działalności w PE był członkiem Komisji ds. Transportu (1984-1987), w latach 1985-1987 był członkiem Delegacji ds. stosunków z Chińską Republiką Ludową, natomiast od 1987 do 1989 roku zasiadał w Komisji ds. Transportu i Turystyki.